# Meng Qianqian
Meng Qianqian (chinesisch 孟倩倩; * 6. Januar 1991) ist eine ehemalige chinesische Leichtathletin, die sich auf das Kugelstoßen spezialisiert hat.

## Sportliche Laufbahn
Erste internationale Erfahrungen sammelte Meng Qianqian im Jahr 2008, als sie bei den Juniorenweltmeisterschaften in Bydgoszcz mit einer Weite von 15,22 m den neunten Platz belegte. 2010 gewann sie bei den Hallenasienmeisterschaften in Teheran mit 17,03 m die Silbermedaille hinter der Iranerin Leila Rajabi und anschließend siegte sie bei den Juniorenweltmeisterschaften in Moncton mit einem Stoß auf 16,94 m. 2011 siegte sie dann bei den Asienmeisterschaften in Kōbe mit neuer Bestleistung von 18,31 m und gewann daraufhin bei der Sommer-Universiade in Shenzhen mit 17,21 m die Bronzemedaille hinter der Russin Irina Tarassowa und Sophie Kleeberg aus Deutschland. Im Jahr darauf gewann sie bei den Hallenasienmeisterschaften in Hangzhou mit 16,13 m die Bronzemedaille hinter ihrer Landsfrau Liu Xiangrong und der Iranerin Rajabi. 2013 nahm sie an den Ostasienspielen in Tianjin teil und gewann auch dort mit 16,92 m die Bronzemedaille hinter Landsfrau Liu und Lin Chia-ying aus Taiwan. Nach mehreren erfolglosen Saisonen bestritt sie 2017 in Tianjin ihren letzten Wettkampf und beendete daraufhin ihre sportliche Karriere im Alter von 26 Jahren.

## Persönliche Bestleistungen
- Kugelstoßen: 18,31 m, 10. Juli 2011 in Kōbe
  - Kugelstoßen (Halle): 17,46 m, 6. März 2013 in Nanjing